# Flying Fish Cove
Flying Fish Cove (oftmals auch nur als The Settlement bezeichnet, deutsch Bucht der Fliegenden Fische) ist der Hauptort der Weihnachtsinsel, eines australischen Außenterritoriums. 

## Lage
Die Siedlung befindet sich im Nordosten der Insel; es gibt einen kleinen Hafen, der vor allem dem Phosphatexport sowie dem Tourismus mit Yachten dient. Der Flughafen Weihnachtsinsel liegt wenige Kilometer südöstlich von Flying Fish Cove.

## Geschichte
Flying Fish Cove war seit 1888 die erste britische Siedlung auf der Insel.

## Bevölkerung
In Flying Fish Cove leben mit rund 1.350 Einwohnern etwa zwei Drittel der Gesamtbevölkerung der Weihnachtsinsel.
Etwa 54,1 % der Einwohner sind männlich, es stehen 730 Männer 620 Frauen gegenüber. Das mittlere Alter beträgt 39 Jahre. Die 294 Familien haben durchschnittlich 0,8 Kinder.
Es gibt 605 Haushalte mit durchschnittlich 2,5 Personen und 1,7 Kraftfahrzeugen. Der monatliche Mietpreis beläuft sich im Durchschnitt auf 150 A$. Jeder Haushalt hat ein wöchentliches Einkommen von durchschnittlich 2.113 A$.